# ویکن بونهانت
ویکن بونهانت (به انگلیسی: Wicken Bonhunt) یک روستا و محله مدنی در بریتانیا است که در آتلزفورد واقع شده‌است. ویکن بونهانت  ۲۲۳ نفر جمعیت دارد.